# نایب‌الملک‌نشین گرانادای جدید
نایب‌الملک‌نشین گرانادای جدید (اسپانیایی: Virreinato de Nueva Granada‎) که همچنین نایب‌الملک‌نشین پادشاهی گرانادای جدید یا نایب‌الملک‌نشین سانتافه نیز خوانده می‌شد نامی بود که در تاریخ ۲۷ مه ۱۷۱۷ به حوزه قضایی امپراتوری اسپانیا در شمال آمریکای جنوبی داده شد. که امروزه مطابق با کلمبیا، اکوادور، پاناما و ونزوئلا است. این منطقه در سال ۱۷۱۷ به عنوان بخشی از سیاست کنترل سرزمین‌های جدید توسط پادشاه فیلیپه پنجم ایجاد شد، در سال ۱۷۲۳ به دلیل مشکلات مالی به حالت تعلیق درآمد و در سال ۱۷۳۹ بازسازی شد تا آن هنگام که جنبش استقلال دوباره آن را در سال ۱۸۱۰ به حالت تعلیق درآورد. قلمرو مربوط به پاناما بعداً در سال ۱۷۳۹ به ثبت رسید، و استان‌های ونزوئلا از نایب‌الملک‌نشین جدا شدند و در سال ۱۷۷۷ به حوزه نیابتی ونزوئلا واگذار شدند. علاوه بر این مناطق اصلی، قلمرو نایب‌الملک‌نشین گرانادای جدید شامل گویان، ترینیداد و توباگو، جنوب غربی سورینام، بخش‌هایی از شمال غربی برزیل و شمال پرو بود.
دو قرن پس از تأسیس پادشاهی گرانادای جدید در قرن شانزدهم، که فرماندار آن وابسته به نایب‌الملک‌نشین پرو در لیما و از مخاطبان در سانتافه د بوگوتا (پایتخت امروزی جمهوری کلمبیا) بود، کندی ارتباطات بین دو پایتخت منجر به ایجاد نایب‌الملک‌نشین مستقل در گرانادای جدید در سال ۱۷۱۷ (و تأسیس مجدد آن در سال ۱۷۳۹ پس از یک وقفه کوتاه) شد. سایر استان‌ها شامل اکوادور امروزی، بخش‌های شرقی و جنوبی ونزوئلا امروزی می‌شد،